# Walter Bedell Smith

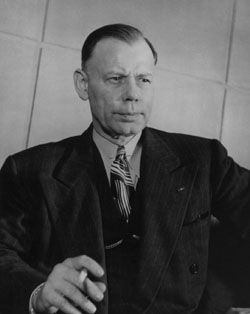
Generalul american Walter Bedell Smith.

Walter Bedell „Beetle” Smith (n. 5 octombrie 1895 – d. 9 august 1961) a fost un general american, unul dintre principalii comandanți militari americani din timpul celui de-al doilea război mondial.
După război a îndeplinit funcțiile de ambasador al SUA în Uniunea Sovietică (3 aprilie 1946 - 25 decembrie 1948), director al CIA (7 octombrie 1950 - 9 februarie 1953) și subsecretar de stat al SUA (9 februarie 1953 - 1 octombrie 1954).
1. 1 2  Walter Bedell Smith, Find a Grave, accesat în 9 octombrie 2017
2. 1 2  Walter Bedell Smith, Encyclopædia Britannica Online, accesat în 9 octombrie 2017
3. 1 2  Walter Bedell Smith, SNAC, accesat în 9 octombrie 2017
4. ↑   https://ancexplorer.army.mil/publicwmv/index.html#/arlington-national/ Lipsește sau este vid: |title= (ajutor)
5. ↑  Autoritatea BnF, accesat în 10 octombrie 2015